# Piotr Skrobowski
Piotr Skrobowski (* 6. Oktober 1961 in Kraków, Polen) ist ein ehemaliger polnischer Fußballspieler.

## Vereinskarriere
Seine Profikarriere begann Piotr Skrobowski 1979 bei Wisła Kraków. Hier spielte der hochtalentierte Verteidiger vier Saisons, bevor er sich 1982, bei der Vorbereitung zur WM 1982, schwer verletzte und mehrere Monate ausfiel. Nach seiner Rückkehr konnte er nie wieder an seine früheren starken Leistungen anknüpfen und wurde zur Rückrunde der Saison 1984/1985 in die zweite Mannschaft von Wisła Kraków versetzt. 1985 wechselte er zum Ligakonkurrenten Lech Posen. Hier spielte er drei Saisons lang. Allerdings verfolgte ihn auch hier das Verletzungspech und er fiel erneut mehrere Monate aus. 1988 wechselte er zum Ligakonkurrenten und kleineren Stadtrivalen von Lech, Olimpia Posen. 1990 wagte er den Schritt ins Ausland und unterschrieb einen Dreijahresvertrag beim schwedischen Klub Hammarby IF. Auch hier warfen ihn Verletzungen zurück, sodass er in drei Saisons auf nur 14 Ligaspiele kam. 1992 beendete er seine Karriere.

## Nationalmannschaft
Er bestritt insgesamt 15 Spiele für Polen.
Skrobowski debütierte am 22. Juni 1980 in Warschau gegen den Irak (3:0) und absolvierte sein letztes Spiel für Polen am 11. Januar 1984 in Kalkutta gegen Indien (2:1).

## Erfolge
- Polnischer Pokalsieger (1988)
- WM-Dritter (1982)
- WM-Teilnahme (1982)
- U18-WM-Zweiter (1980)